# Приключение в пространстве и времени
«Приключе́ние в простра́нстве и вре́мени» (англ. An Adventure in Space and Time) — британская телевизионная биографическая производственная драма, которая выпущена во время 50-летия научно-фантастического телесериала «Доктор Кто». Написана Марком Гэтиссом, сценаристом сериалов «Доктор Кто» и «Шерлок». Режиссёром фильма стал Терри Макдоно. Подробности о 90-минутном фильме были объявлены 9 августа 2012 года. Предварительный показ состоялся 12 ноября 2013 года в здании Британского института кино в Саутбэнк. Фильм был показан на телеканале BBC Two 21 ноября 2013 года.
В фильме рассказывается ранняя история создания и существования сериала «Доктор Кто» с акцентом на исполнителе роли первой инкарнации Доктора Уильяма Хартнелла (сыгран актёром Дэвидом Брэдли), а также о закадровых событиях вокруг съёмочной группы, в частности Сидни Ньюмана (Брайан Кокс), Верити Ламберт (Джессика Рэйн) и Уориса Хуссейна (Саша Дхаван). Фильм получил преимущественно положительные отзывы и номинации на награды. После роли в этом фильме Брэдли исполнил в сериале «Доктор Кто» роль Первого Доктора в сериях «Падение Доктора», «Дважды во времени» (2017) и «Сила Доктора» (2022), а также в аудиодрамах компании Big Finish Productions.

## Сюжет
В 1963 году Сидни Ньюман (сыгран Брайаном Коксом) становится новым главой драмы на Би-би-си. Ему приходит идея о новом научно-фантастическом сериале под названием «Доктор Кто», который будет подходить и детям, и взрослым, а в центре окажется старик-«доктор». Ньюман нанимает на роль продюсера сериала Верити Ламберт (Джессика Рэйн), несмотря на возражения со стороны других. Ламберт и режиссёр Уорис Хуссейн (Саша Дхаван) берут на роль Доктора Уильяма Хартнелла (Дэвид Брэдли), хотя актёр беспокоится о том, как это повлияет на его карьеру.
Благодаря своей настойчивости Ламберт добивается декораций интерьера ТАРДИС. Производство пилотного эпизода сталкивается с трудностями. Ньюману не нравится результат и приказывает переснять, а характер Доктора сделать более мягким и добрым. Ламберт и Хуссейн успевают снять эпизод к запланированному выходу в эфир. Узнав, что программа на грани закрытия из-за низких рейтингов эпизода, вышедшего спустя день после убийства президента США Джона Кеннеди, Ламберт уговаривает Ньюмана на повторный показ. Ньюман против своей воли соглашается на включение в сериал инопланетян далеков и после высоких рейтингов серии с ними признаёт свою неправоту.
Хартнелл между тем полюбил свою роль и ту популярность среди детей, которую она ему принесла. Со временем съёмочная группа и актёрский состав меняется, а здоровье Хартнелла ухудшается. Обеспокоившись тем, что Хартнелл не может запоминать свои реплики, Ньюман решает, что Хартнелла необходимо заменить другим актёром, Патриком Траутоном (Рис Шерсмит). Скрепя сердце Хартнелл соглашается, но рыдает после того, как сообщил весть своей жене. Когда Хартнелл готовится к своей последней сцене, он вспоминает начало сериала и хвалит Траутона лично. Съёмки начинаются, Хартнелл видит у консоли ТАРДИС будущего актёра в роли Доктора и осознаёт значимость своей работы.
Фильм заканчивается эпилогом, повествующим о дальнейшей биографии каждого участника истории, и настоящей речью Хартнелла из конца серии «Вторжение далеков на Землю».

## Создание
Съёмки начались в феврале 2013 года. Производство базировалось в студии «Уимблдон» в Лондоне, съёмки также велись и в телевизионном центре «Би-би-си». Актёр Дэвид Брэдли сыграл Уильяма Хартнелла, исполнителя роли Первого Доктора, а Брайан Кокс — Сидни Ньюмана, создателя сериала. Роль первого продюсера Верити Ламберт исполнена Джессикой Рэйн, а роль первого режиссёра Уориса Хуссейна — Сашей Даван.
Роль Кэрол Энн Форд, исполнительницы роли внучки первого Доктора Сьюзен Форман, сыграна Клаудией Грант. Джейми Гловер и Джемма Пауэлл сыграли Уильяма Расселла и Жаклин Хилл, исполнителей ролей Йена Честертона и Барбары Райт.
Сам Уильям Расселл появится в фильме в роли персонажа по имени Гарри вместе с бывшей напарницей по сериалу Кэрол Энн Форд в роли Джойс. Также в драме будет представлен исполнитель роли Второго Доктора Патрик Траутон, сыгранный партнёром Гэтисса по скетч-шоу «Лига джентльменов» Рисом Ширсмитом.
Актриса Сара Уинтер исполнила роль Делии Дербишир, сотрудницы BBC Radiophonic Workshop, создавшей оригинальную версию музыкальной темы «Доктора Кто». Актёр Питер Хокинс, оригинальный голос далеков в сериале, также появится в драме, чью роль исполнил Николас Бриггс, озвучивающий далеков с момента возрождения сериала «Доктор Кто» в 2005 году.
Утром 17 февраля 2013 года съёмки драмы велись на Вестминстерском мосту в Лондоне. Далеки дизайна 1960-х годов пересекали мост, воспроизводя известную сцену из серии «Вторжение далеков на Землю» 1964 года. Также были сняты сцены в интерьере ТАРДИС тех времён и показаны при этом камеры и студийное оборудование эпохи 1963 года.

## Актёры

### В ролях актёров
| Актёр          | Роль            | Роль в сериале             |
| -------------- | --------------- | -------------------------- |
| Дэвид Брэдли   | Уильям Хартнелл | Первый Доктор              |
| Джейми Гловер  | Уильям Расселл  | Йен Честертон              |
| Джемма Пауэлл  | Жаклин Хилл     | Барбара Райт               |
| Клаудия Грант  | Кэрол Энн Форд  | Сьюзен Форман              |
| Анна-Лиза Дрю  | Морин О’Брайен  | Вики                       |
| Эдмунд С. Шорт | Питер Пёрвес    | Стивен Тейлор              |
| Софи Холт      | Джеки Лейн      | Додо Чаплет                |
| Робин Варли    | Майкл Крейз     | Бен Джексон                |
| Элли Спайсер   | Аннеке Уиллс    | Полли                      |
| Рис Шерсмит    | Патрик Траутон  | Второй Доктор              |
| Николас Бриггс | Питер Хокинс    | голос далеков и киберлюдей |

### В ролях сотрудников за кадром
| Актёр          | Роль              | Должность сотрудника               |
| -------------- | ----------------- | ---------------------------------- |
| Брайан Кокс    | Сидни Ньюман      | создатель сериала                  |
| Джессика Рэйн  | Верити Ламберт    | первый продюсер (1963—1965)        |
| Саша Дхаван    | Уорис Хуссейн     | режиссёр первой серии              |
| Сара Уинтер    | Делия Дербишир    | создатель музыкальной темы сериала |
| Джозеф Рейлтон | Брайан Ходжсон    | создатель звуковых эффектов        |
| Джефф Роул     | Мервин Пинфилд    | ассоциативный продюсер             |
| Эндрю Вудалл   | Рекс Такер        | режиссёр                           |
| Иэн Халлард    | Ричард Мартин     | режиссёр                           |
| Дэвид Эннен    | Питер Брачаки     | дизайнер интерьера ТАРДИС          |
| Сэм Хоар       | Дуглас Кэмфилд    | помощник продюсера, режиссёр       |
| Марк Иден      | Дональд Баверсток | глава BBC One                      |

### Другие
| Актёр              | Роль                                              |
| ------------------ | ------------------------------------------------- |
| Лесли Мэнвилл      | Хэзер Хартнелл, жена Уильяма Хартнелла            |
| Кара Дженкинс      | Джудит «Джессика» Кэрни, внучка Уильяма Хартнелла |
| Уильям Расселл     | Гарри                                             |
| Кэрол Энн Форд     | Джойс                                             |
| Росс Гёрни-Рэндалл | Редж                                              |
| Рис Покни          | Алан                                              |
| Чарли Кемп         | Артур                                             |
| Роджер Мэй         | Лен                                               |
| Кит Коннор         | Чарли                                             |
| Мэтт Смит          | камео (в версии 2013 года, в титрах не указан)    |
| Шути Гатва         | камео (в версии 2023 года, в титрах не указан)    |
| Джин Марш          | камео (в титрах не указана)                       |
| Аннеке Уиллс       | камео (в титрах не указана)                       |
| Дональд Тош        | камео (в титрах не указан)                        |
| Тоби Хэдок         | бармен                                            |

## Отзывы

### Рейтинги и критика
Драму посмотрело в Великобритании 2,71 миллионов зрителей. Сайт Rotten Tomatoes дал фильму рейтинг одобрения 95 % на основе 22 отзывов и среднюю оценку 8,5 из 10. Консенсус критиков — «Весёлое, умное и в высшей степени доступное „Приключение в пространстве и времени“ предлагает занимательный обзор „Доктора Кто“ как для новичков, так и для крепких фанатов». На сайте Metacritic фильм получил среднюю взвешенную оценку 77 из 100 на основе 11 отзывов, отметив «в основном положительные отзывы».

### Награды и номинации
24 марта 2014 года «Приключение в пространстве и времени» было номинировано на три категории BAFTA Craft Awards: Сюзанн Кейв на «Лучший дизайн костюмов», Филип Клосс на «Монтаж — Художественное произведение» и Вики Лэнг на «Грим и причёски». Лэнг выиграла в своей категории, получив премию от Джеммы Чан 17 апреля 2014 года.
7 и 19 апреля 2014 года были объявлены номинации на BAFTA Awards за «Лучшую односерийную драму» и на премию Хьюго за лучшую постановку в малой форме. Премию BAFTA получил 18 мая фильм «Причастный» Channel 4. Обладателем премии Хьюго 17 августа стала серия «Рейны из Кастамере» телесериала «Игра престолов».

## Релизы

### DVD и Blu-ray
Фильм был выпущен на DVD 2 декабря 2013 года в регионе 2. Бонусы включали в себя воссоздания сцен, вырезанные сцены и «За кадром документального фильма» с озвучкой от Кэрол Энн Форд. Комплект Blu-ray из трёх дисков был выпущен в Северной Америке 27 мая 2014 года. В него также была включена серия «Неземное дитя», включая невышедший пилотный эпизод. Спецвыпуск был повторно выпущен на DVD и Blu-ray 8 сентября 2014 года как часть «Коллекционного комплекта 50-летия сериала» вместе с сериями «Имя Доктора», «День Доктора», «Время Доктора», мини-эпизодом «Ночь Доктора» и фильмом «(Почти) Пять Докторов: Перезагрузка».

### Саундтрек
Компания «Silva Screen Records» 3 марта 2014 года выпустила саундтреки, написанные Эдмундом Баттом.

#### Список треков
| №   | Название                                      | Длительность |
| --- | --------------------------------------------- | ------------ |
| 1.  | «Main Theme – An Adventure in Space and Time» | 0:38         |
| 2.  | «The Right Man»                               | 1:17         |
| 3.  | «The First Woman Producer»                    | 1:21         |
| 4.  | «I've Got an Idea...»                         | 1:34         |
| 5.  | «The Daleks»                                  | 2:52         |
| 6.  | «Kill Dr. Who»                                | 1:48         |
| 7.  | «What Dimension?»                             | 1:24         |
| 8.  | «This Is My Show»                             | 1:50         |
| 9.  | «Autograph Hunting»                           | 2:31         |
| 10. | «Sydney Newman»                               | 1:00         |
| 11. | «Scarlett O’Hara»                             | 1:03         |
| 12. | «Piss & Vinegar»                              | 1:24         |
| 13. | «Dressing Room»                               | 1:18         |
| 14. | «JFK Assassinated»                            | 1:48         |
| 15. | «The TARDIS»                                  | 0:57         |
| 16. | «Goodbye Susan»                               | 2:37         |
| 17. | «10 Million Viewers»                          | 0:57         |
| 18. | «The Fans»                                    | 0:41         |
| 19. | «I’m So Sorry Bill»                           | 2:45         |
| 20. | «Kiss Goodbye»                                | 1:05         |
| 21. | «My Successor»                                | 1:06         |
| 22. | «Isop Galaxy»                                 | 0:50         |
| 23. | «Irreplaceable»                               | 1:19         |
| 24. | «The New Doctor»                              | 3:55         |
| 25. | «Time’s Up...»                                | 1:15         |